# Ла-Бати-Монсалеон
Ла-Бати́-Монсалео́н (фр. La Bâtie-Montsaléon, окс. La Bastia Montsaleon) — коммуна во Франции, находится в регионе Прованс — Альпы — Лазурный Берег. Департамент коммуны — Верхние Альпы. Входит в состав кантона Сер. Округ коммуны — Гап.
Код INSEE коммуны — 05016.

## Население
Население коммуны на 2008 год составляло 200 человек.
| 1962 | 1968 | 1975 | 1982 | 1990 | 1999 | 2008 |
| ---- | ---- | ---- | ---- | ---- | ---- | ---- |
| 114  | 134  | 132  | 134  | 137  | 136  | 200  |

## Экономика
В 2007 году среди 117 человек в трудоспособном возрасте (15—64 лет) 85 были экономически активными, 32 — неактивными (показатель активности — 72,6 %, в 1999 году было 68,5 %). Из 85 активных работали 73 человека (40 мужчин и 33 женщины), безработных было 12 (5 мужчин и 7 женщин). Среди 32 неактивных 6 человек были учениками или студентами, 14 — пенсионерами, 12 были неактивными по другим причинам.